# Khorochky (raïon de Loubny)
Khorochky (ukrainien : Хорошки) est un village d'Ukraine, du raïon de Loubny situé dans l'oblast de Poltava.

## géographie
Le village de Khorochky est situé sur la rive gauche de la rivière Soula. En amont, il est adjacent au village de Lomaky et, en aval à une distance de 0,5 km se trouve le village de Snityne (ro). Sur la rive opposée se trouve le village de Cheky (uk). La rivière à cet endroit est sinueuse, forme des estuaires, des lacs anciens et des lacs marécageux. Le village de Khorochky se situe à environ 40 km de Loubny.

## Histoire
Le village de Khorochky aurait été fondé dans la première moitié du XVIIIe siècle grâce à un serf fugitif nommé Khorochok, qui a d'abord construit un fumoir, puis une hutte. Autour de ses constructions s'est développé le village. Ensuite, le territoire du conseil des Villages de Khorochky a été donné par la tsarine Catherine II à Tchernovytsky qui y a établi un manoir entre 1773 et 1775. En 1890, le domaine est cédé au prince Shcherbatov.
Khorochky a fait partie de l'ancien ouïezd du gouvernorat de Poltava.
Durant l'Holodomor perpétré par les autorités soviétiques en 1932-1933, au moins 327 habitants du village sont morts.
En 1966, le tournage du film Les Noces à Malinovka avec Lioudmyla Alfimova s'y est déroulé et a impliqué de nombreux habitants.
Ce village est le chef-lieu (conseil de villages) d'une ancienne communauté d'autonomie locale qui était composée des villages de Tchernetche (ro), Davydenky (ro), Khorochky (chef-lieu), Lomaky (ro) et Snityne. En 2002, Mykola Oleksandrovitch Brovko, ancien porte-flamme olympique de 1980, a été élu à la tête de ce conseil de villages.

## Démographie
Selon le recensement de la RSS d'Ukraine de 1989, la population du village était de 883 habitants, dont 375 hommes et 508 femmes.
Selon le recensement ukrainien de 2001, 817 personnes vivaient dans le village.
La population est désormais de 825 personnes.
En 2001, la population se répartissait en 98,06 % de villageois parlant ukrainien, 1,70 % russe, 0,12 % biélorusse et 0,12 % moldave.